# Reykhólahreppur
Reykhólahreppur (kiejtése: ˈreikˌhouːlaˌr̥ɛhpʏr̥) önkormányzat Izland Nyugati fjordok régiójában, amely 1987. július 4-én jött létre Austur-Barðastrandarsýsla megye önkormányzatainak (Geiradalshreppur, Gufudalshreppur, Múlahreppur és Flateyjarhreppur) egyesülésével. Székhelye Reykhólar.

## Fordítás
- Ez a szócikk részben vagy egészben  a   Reykhólahreppur című izlandi Wikipédia-szócikk ezen változatának fordításán alapul.  Az eredeti cikk szerkesztőit annak laptörténete sorolja fel. Ez a jelzés csupán a megfogalmazás eredetét és a szerzői jogokat jelzi, nem szolgál a cikkben szereplő információk forrásmegjelöléseként.